# Миколаївська сільська рада (Костянтинівський район)
| Миколаївська сільська рада — колишній орган місцевого самоврядування у Костянтинівському районі Донецької області з адміністративним центром у с. Миколаївка. Сільській раді підпорядковані населені пункти: - с. Миколаївка - с. Подільське |

## Склад ради
Рада складалася з 12 депутатів та голови.

## Керівний склад сільської ради
| ПІБ                            | Основні відомості                                                         | Дата обрання | Дата звільнення |
| ------------------------------ | ------------------------------------------------------------------------- | ------------ | --------------- |
| Кіценко Світлана Володимирівна | Сільський голова, 1967 року народження, освіта, член Партії регіонів      | 26.03.2006   | 31.10.2010      |
| Кіценко Світлана Володимирівна | Сільський голова, 1967 року народження, освіта вища, член Партії регіонів | 31.10.2010   |                 |

Примітка: таблиця складена за даними джерела